# Tryssophyton merumense
Tryssophyton merumense är en tvåhjärtbladig växtart som beskrevs av John Julius Wurdack. Tryssophyton merumense ingår i släktet Tryssophyton och familjen Melastomataceae. Inga underarter finns listade i Catalogue of Life.